# Zero-knowledge-proof
In de cryptografie is een zero-knowledge-proof of zero-knowledge-protocol (Nederlands: nulkennisbewijs) een methode waarmee de ene partij (de bewijsvoerder) aan een andere partij (de verificator) kan bewijzen dat een bepaalde bewering waar is, terwijl er wordt vermeden dat aan de verificator informatie wordt doorgegeven die verder gaat dan slechts het feit dat de bewering waar is. De intuïtie die ten grondslag ligt aan zero-knowledge-proofs is dat het triviaal is om het bezit van bepaalde informatie te bewijzen door deze informatie te onthullen. De uitdaging is om dit bezit te bewijzen zonder de informatie prijs te geven.

## Toepassingen

### Ethisch gedrag
Een van de toepassingen van zero-knowledge-proofs binnen cryptografische protocollen is het afdwingen van eerlijk gedrag met behoud van de privacy. Grofweg is het de bedoeling een gebruiker te dwingen te bewijzen, met behulp van een zero-knowledge-proof, dat zijn gedrag correct is volgens het protocol. Vanwege de degelijkheidseigenschap (soundness) van zero-knowledge-proofs weten we dat de gebruiker daadwerkelijk eerlijk moet handelen om een geldig bewijs te kunnen leveren. Omdat we geen verdere kennis hebben (buiten de kennis dat het gedrag van de gebruiker correct is volgens het protocol), weten we dat de gebruiker de privacy van zijn geheimen niet in gevaar brengt tijdens het leveren van het bewijs.

### Nucleaire ontwapening
In 2016 demonstreerden het Princeton Plasma Physics Laboratory en de Princeton-universiteit een techniek die mogelijk van toepassing is op toekomstige gesprekken over kernwapenontmanteling. Het zou inspecteurs in staat stellen te bevestigen of een object inderdaad een kernwapen is, zonder de interne werking van het object, dat mogelijk geheim zou kunnen zijn, vast te leggen, te delen of te onthullen.

### Blockchains
Zero-knowledge-proofs werden toegepast in de Zerocoin- en Zerocash-protocollen, die culmineerden in de cryptovaluta Zcoin (later omgedoopt tot Firo in 2020) en Zcash in 2016.